# Cosmopterix orichalcea
Cosmopterix orichalcea is een vlinder uit de familie prachtmotten (Cosmopterigidae). De wetenschappelijke naam is voor het eerst geldig gepubliceerd in 1861 door Stainton.
De soort komt voor in Europa.